# Capilla de los Scrovegni

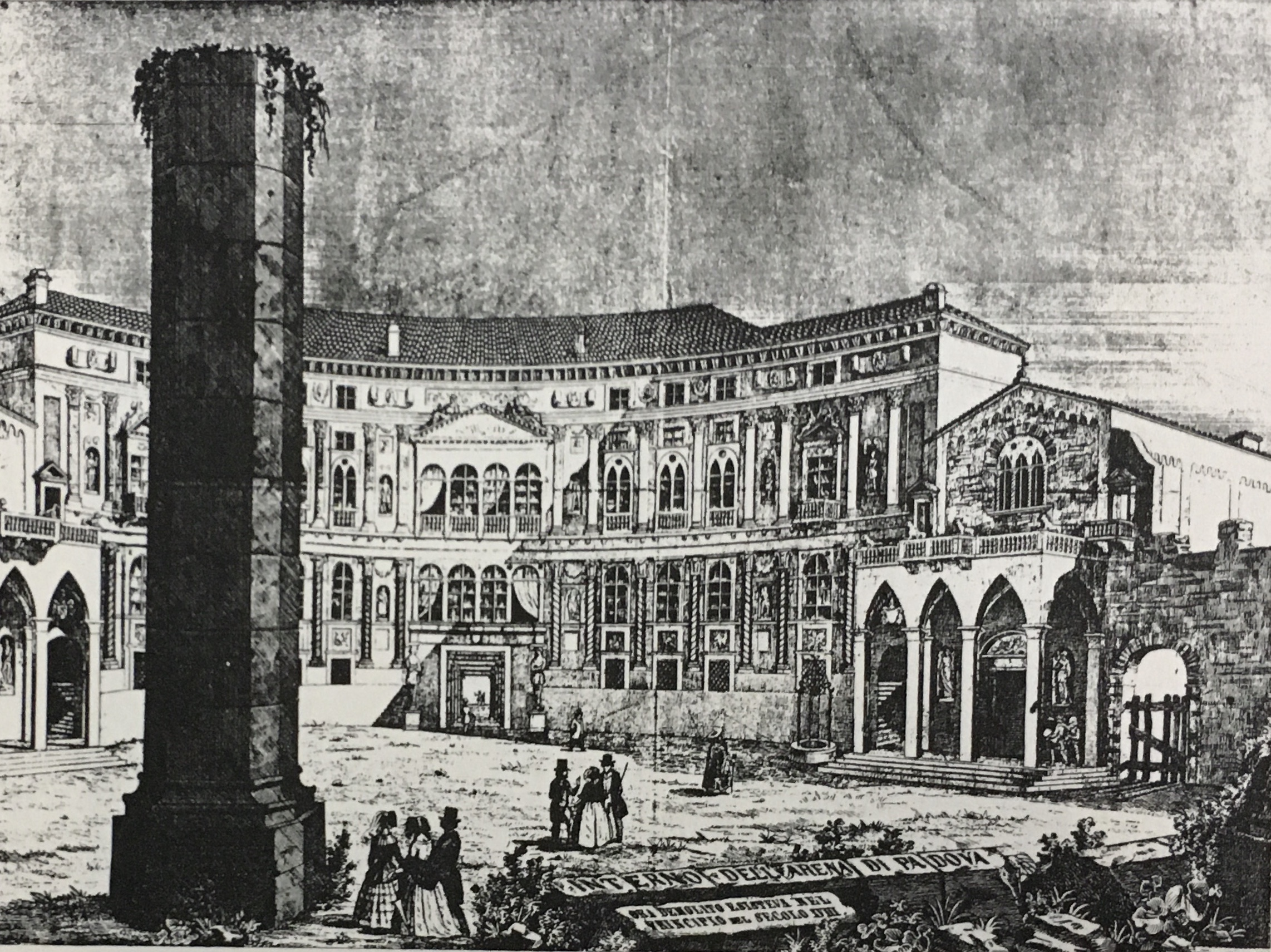
Un grabado de 1842 (a partir de una acuarela precedente) muestra la Capilla de la Arena a la derecha de un palacio más antiguo, también comprado, y decorado, por Enrico Scrovegni. El palacio se demolió en 1827.

La capilla de los Scrovegni (del italiano: Cappella degli Scrovegni), también llamada capilla de la Arena, es una pequeña iglesia, adyacente a un monasterio agustino, el monasterio de los Eremitas en Padua, región de Véneto, Italia. La capilla y el monasterio son ahora parte del complejo del Museo Cívico de Padua. La capilla alberga un célebre ciclo de frescos de Giotto, terminado sobre 1305 y considerado una de las cumbres del arte occidental. 
En 2021, los frescos de la capilla fueron declarados Patrimonio de la Humanidad como parte del grupo de ocho bienes inscritos como Series de frescos del siglo XIV en Padua (ref. 1623-001).

## Descripción
El edificio, construido en ladrillo, tiene planta rectangular y está cubierto con bóveda de cañón. En el exterior, la capilla se presenta como una construcción —varias veces modificada en el curso de los siglos— con contrafuertes vistos y tejado a dos aguas. 
Giotto y su equipo cubrieron todas las superficies interiores de la capilla con frescos, incluyendo las paredes y el techo. La nave tiene 20,88 metros de largo, 8,41 metros de ancho, y 12,65 metros de alto. La zona del ábside está compuesta de una zona cuadrada (4,49 metros de profundidad y 4,31 metros de ancho) y una zona pentagonal (2,57 metros de profundidad). El elemento más grande son los amplios ciclos mostrando la Vida de Cristo y la Vida de la Virgen. El muro en la parte trasera de la iglesia, a través del cual se entra en la capilla, tiene un gran Juicio Final.  Hay también escenas en grisalla (monocromas) que muestran los Vicios y las Virtudes.
La iglesia fue dedicada a Santa Maria della Carità en la Fiesta de la Anunciación, 1303, y consagrada en 1305. Se debió construir, probablemente, entre los años 1303 y 1305, por orden de Enrico Scrovegni, que pretendía así expiar los pecados de su padre, conocido usurero. La capilla tenía finalidad funeraria, y el propio Enrico (muerto en 1336) está enterrado allí. Su sarcófago se encuentra detrás del altar. Gran parte de los frescos de Giotto se centran en la vida de la Virgen María y celebra su papel en la salvación humana. Parece que Marchetto de Padua compuso un motete para la dedicación el 25 de marzo de 1305. La capilla también es conocida como la Capilla de la Arena porque se construyó sobre tierra adquirida por Enrico Scrovegni que se apoyaba en el sitio de una arena romana. El espacio estaba entonces donde se celebraba una procesión al aire libre, y representaciones sagradas, de la Anunciación a la Virgen desde una generación antes de que se construyera la capilla.
La capilla —adquirida por el municipio de Padua en 1880 y varias veces restaurada (la última intervención de importancia tuvo lugar en 2001)— estaba originalmente conectada, mediante una puerta lateral, con el palacio de la familia (hoy desaparecido), que había sido construido por orden de los Scrovegni siguiendo el trazado elíptico de los restos del cercano anfiteatro romano, que hoy forma el jardín que está delante del edificio, visitado por miles de turistas de todos los lugares del mundo.

## Edificio y decoración

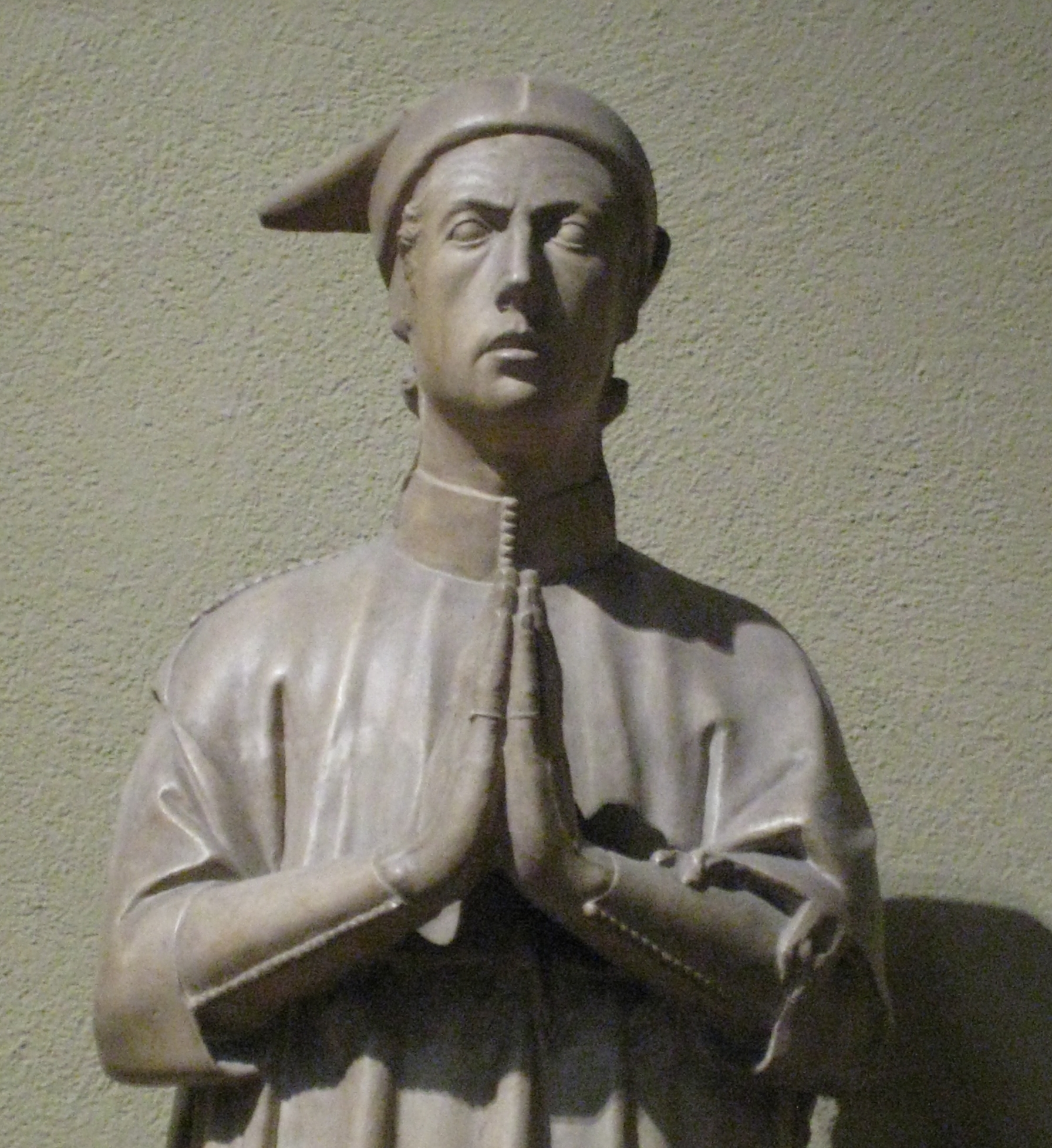
Giovanni Pisano: Efigie de Enrico Scrovegni, en la capilla

La Capilla de la Arena fue un encargo que le hizo a Giotto el rico banquero paduano, Enrico Scrovegni. A principios de los años 1300 Enrico adquirió a Manfredo Dalesmanini la zona sobre la que estuvo una arena romana. Aquí hizo que construyeran un lujoso palacio, así como una capilla anexa a él. El proyecto de la capilla era doble: para servir como el oratorio privado de la familia y como monumento funerario para él y su mujer. Enrico le encargó a Giotto, el famoso pintor florentino, que decorase la capilla. Giotto había trabajado previamente para los monjes franciscanos en Asís y Rímini, y había estado en Padua durante algún tiempo, trabajando para la Basílica de San Antonio en la Sala del Capitolo y en la Capilla de las Bendiciones.

## Los frescos
La decoración mural de la capilla es una de las más importantes obras maestras de Giotto. La atribución a este artista, aunque no existe documentación específica del contrato, parece segura, pues en ella concuerdan todos los críticos e historiadores.

### Historia

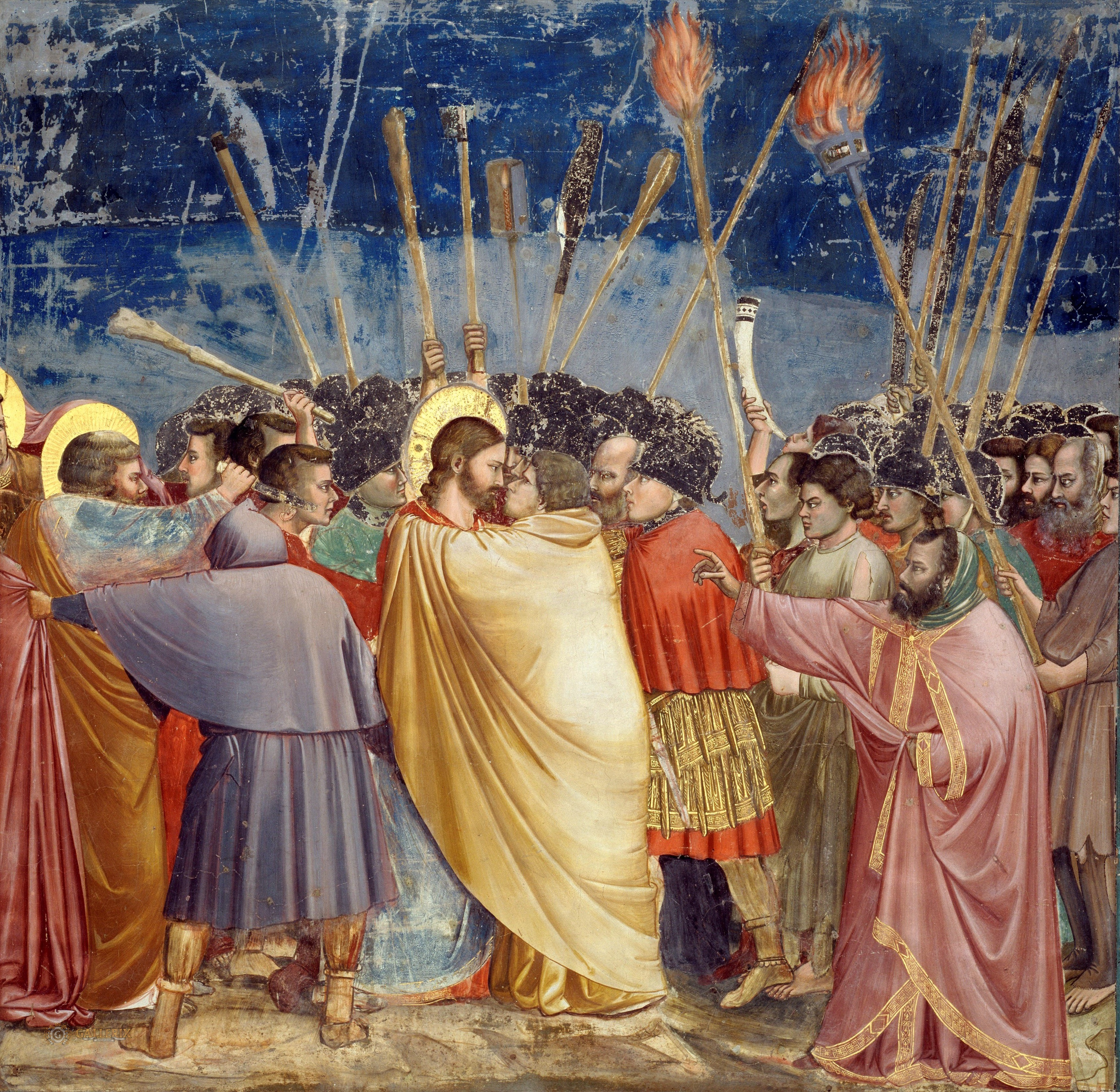
El beso de Judas, 1304-1306, fresco, 200x185 cm, capilla Scrovegni, Padua.

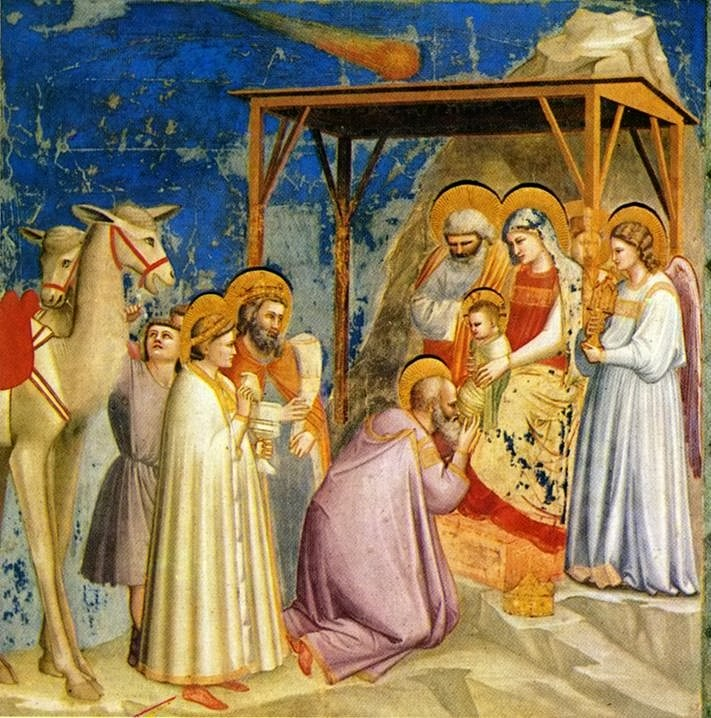
Adoración de los Magos, cuya estrella parece estar inspirada en el Cometa Halley, que Giotto pudo observar en 1301.

Giotto terminó probablemente sus trabajos hacia el año 1305 o, según otros autores, en 1306. Varias fuentes del siglo XIV (Riccobaldo Ferrarese, Francesco da Barberino, 1312–1313) testifican la presencia de Giotto en la Capilla de la Arena. El ciclo de frescos pueden datarse con una buena aproximación a una serie de testimonios documentales: la adquisición de la tierra tuvo lugar el 6 de febrero de 1300; el obispo de Padua, Ottobono dei Razzi, autorizó la edificación en algún momento anterior a 1302 (la fecha de su transferencia al Patriarcado de Aquileya); la capilla se consagró por vez primera el 25 de marzo de 1303, la fiesta del día de la Anunciación; el 1 de marzo de 1304 el papa Benedicto XI otorgó una indulgencia a todos los que visitaran la capilla; un año después, el 25 de marzo de 1305 la capilla recibió su consagración definitiva. La obra de Giotto así cae en el período entre el 25 de marzo de 1303 al 25 de marzo de 1305.

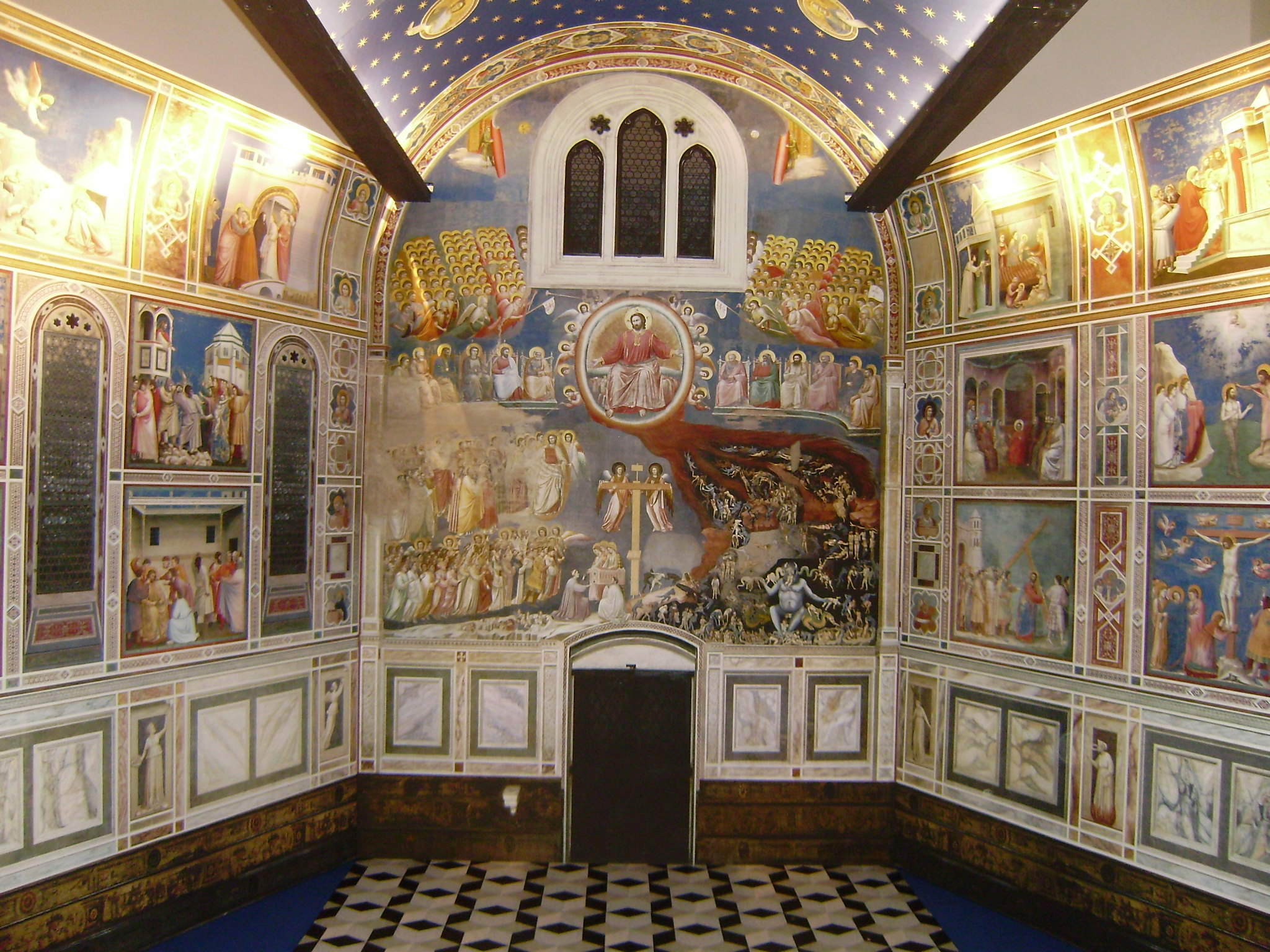
Modelo del interior de la capilla, hacia la entrada

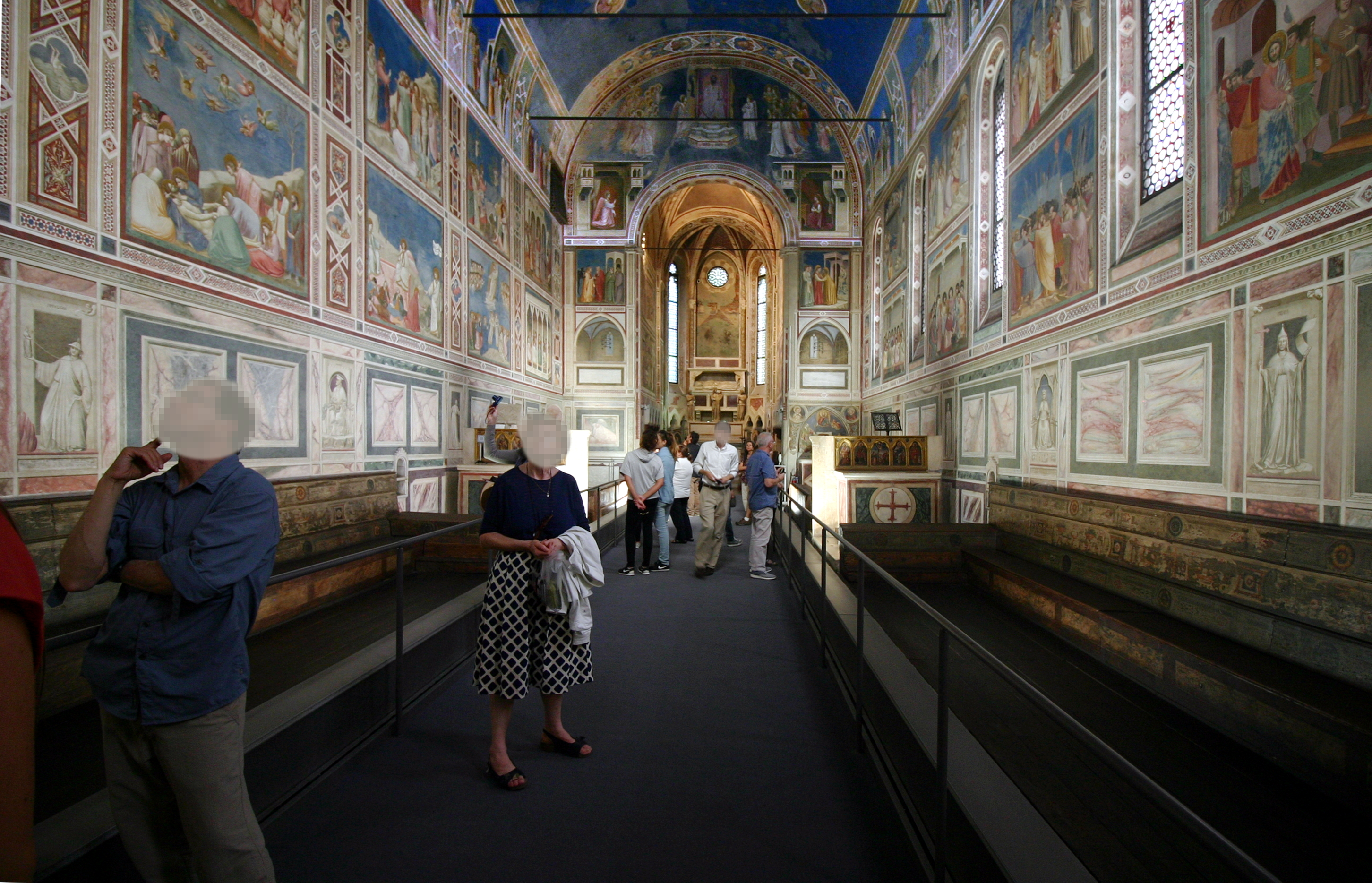
Hacia el ábside y el altar

Giotto, que había nacido alrededor del año 1267, tenía 36–38 años cuando trabajó en la capilla de Enrico Scrovegni. Tenía un equipo de alrededor de 40 colaboradores, y ellos calcularon que 625 días laborales (giornati) eran necesarios para pintar la capilla. Un «día laborable» significaba esa porción de cada fresco que podía pintarse antes de que el yeso se secara y no estuviera ya «fresco».
En enero de 1305, los frailes de la cercana iglesia de los Eremitani se quejaron al obispo, protestando de que Scrovegni no había respetado el acuerdo original. Scrovegni estaba transformando su oratorio privado en una iglesia con un campanario, produciendo así una competición injusto con las actividades de los Eremitani. No sabemos lo que pasó después, pero es probable que, como consecuencia de esta queja, el monumental ábside y el amplio transepto se demolieron. Ambos se ven en un modelo de la iglesia pintado por Giotto en la contra-fachada (el Juicio Final). El ábside era la sección donde Enrico Scrovegni pretendía que estuviera su tumba. La presencia de los frescos que data de después de 1320 apoya la hipótesis de la demolición propuesta por Giuliano Pisani. El ábside, la parte más significativa de todas las iglesias, es donde Enrico y su esposa, Jacopina de Este, fueron enterrados.
El ábside presenta un estrechamiento del espacio que da la impresión de estar incompleto y carente de armonía. Cuando uno observa el marco inferior del arco triunfal, justo encima del pequeño retablo, de Santa Catalina de Alejandría, la perfecta simetría de Giotto está alterada por una decoración al fresco representando dos medallones con bustos de santas , una luneta con Cristo en la gloria, y dos episodios de la Pasión (la oración en el huerto de Getsemaní y la Flagelación de Cristo, que juntos dan un sentido general de falta de armonía. El artista que pintó estas escenas también pintó la mayor parte del ábside, un artista desconocido llamado «el Maestro del Coro de los Scrovegni» quien trabajó en la Capilla unos veinte años después de que se terminara la obra de Giotto. El principal foco de la obra del artista desconocido está constituido por seis monumentales escenas en las paredes laterales de la cancela que presentan el último período de la vida terrenal de María. Esta elección está de acuerdo con el programa iconográfico inspirado por Alberto de Padua y pintado por Giotto.

### Período moderno
La capilla estuvo originalmente relacionada con el palacio de los Scrovegni, que se construyó en lo que quedaba de los cimientos de la antigua arena romana elíptica. El palacio fue demolido en 1827 para vender los preciosos materiales que contenía y erigir dos bloques de apartamentos en su lugar.[cita requerida] La capilla fue adquirida por el municipio de la ciudad de Padua en 1881, un año antes de la deliberación del ayuntamiento de 10 de mayo de 1880 llevando a una decisión de demoler los bloques y restaurar la capilla.
En junio de 2001, después de un estudio preparatorio que llevó 20 años, el Istituto Superiore per la Conservazione ed il Restauro del Ministerio de Actividades Culturales, en colaboración con el Ayuntamiento de Padua como propietario de la Capilla de la Arena, comenzó una restauración a gran escala de los frescos de Giotto bajo la dirección técnica del difunto Giuseppe Basile. En 2000 la consolidación y restauración de las superficies externas ya se había completado e instalado el adyacente «Corpo Tecnologico Attrezzato» (CTA). En esta «cámara tecnológica equipada» los visitantes esperan durante quince minutos para permitir que la humedad del cuerpo se baje y se filtrara cualquier polvo de esmog que les acompañara. En marzo de 2002 la capilla se reabrió al público en su esplendor original. Unos pocos problemas siguieron sin ser resueltos, como la inundación de la cripta bajo la nave debido a la presencia de un acuífero subterráneo, y el efecto negativo en la estabilidad del edificio de las inserciones de cemento que reemplazaron los originales de madera en los años 1960.

### Debates académicos

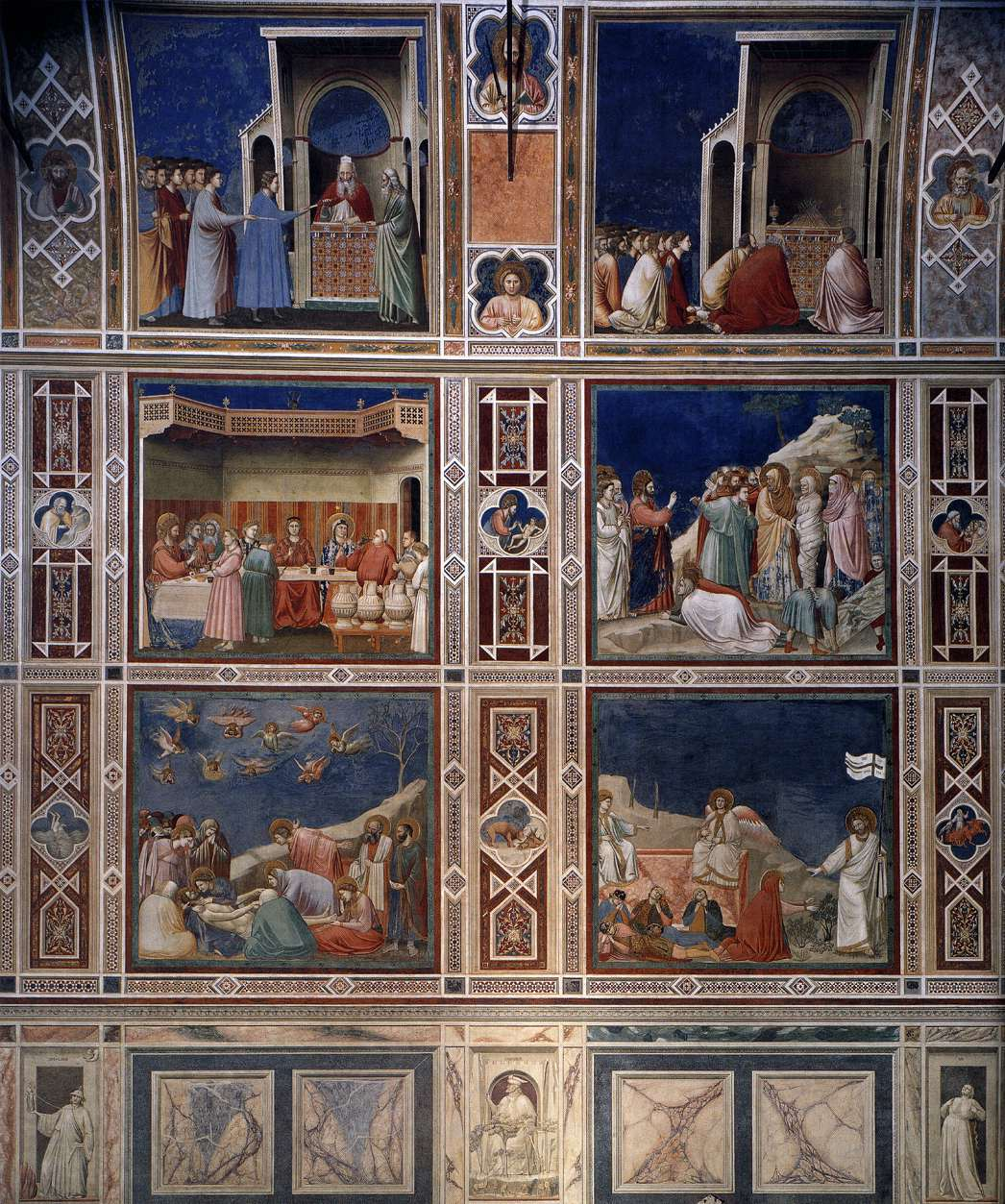
Sección del muro, mostrando el esquema de los paneles narrativos.

Los estudios de Giuliano Pisani arguyó que una serie de creencias generalizadas sobre la capilla carecen de fundamento, entre ellas, la idea de que Dante inspirase a Giotto. Sin embargo, se incluyó un retrato póstumo de Dante en la sección del Paraíso de los frescos. Otra pretensión es que el programa teológico seguido por Giotto se basa en santo Tomás de Aquino, mientras que Pisani considera que es totalmente agustiniano. Pisani también argumentó en contra de la hipótesis de que la fraternidad de los Frati Gaudenti, de la cual era miembro Enrico Scrovegni, influyó en el contenido del ciclo de frescos de Giotto. También se manifestó en contra de la creencia de que Enrico Scrovegni requiriera que el programa iconográfico no se hiciera énfasis en el pecado de la usura. Giuliano Pisani señaló que la condenación de Dante del padre de Scrovegni, Reginaldo, como un usurero en el Canto 17 del Infierno se remonta a unos pocos años después de que Giotto terminara la capilla, de manera que no puede considerarse como un motivo detrás de ninguna ansiedad teológica por parte de Enrico Scrovegni.  Debe señalarse que los argumentos de Pisani no han sido totalmente aceptados por la comunidad académica, y que persisten los debates en relación con el impulso para la creación de la capilla y las razones detrás de este diseño.
La iconografía de los frescos tiene su origen no sólo en el Nuevo Testamento, sino también en tradiciones apócrifas procedentes de La leyenda dorada, de Jacobo de la Vorágine, acerca de la Virgen María y de sus padres, San Joaquín y Santa Ana. A su vez, el origen último de estas tradiciones se remonta al evangelio apócrifo conocido como Protoevangelio de Santiago.

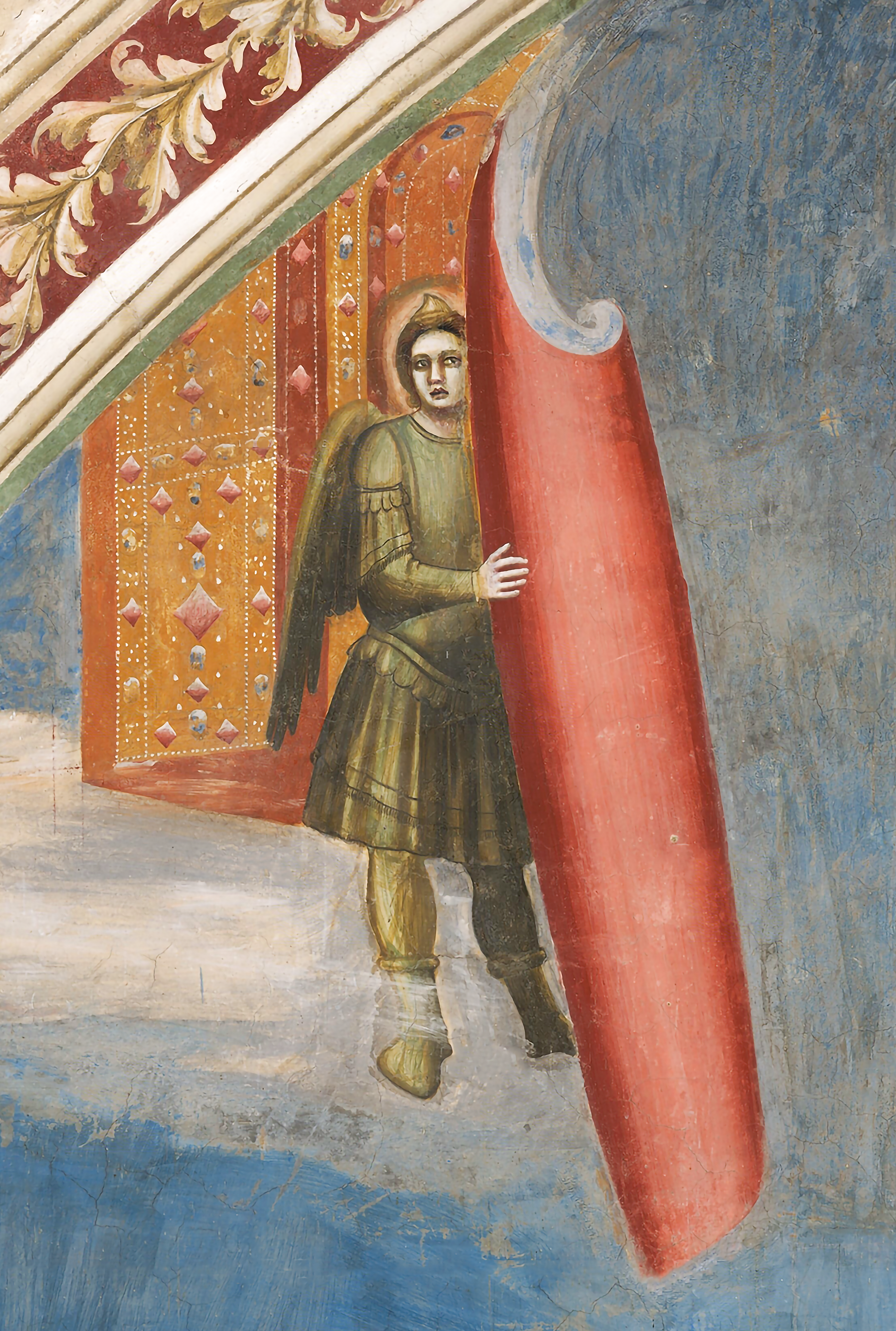
Ángel del manto celeste, detalle del Juicio Final

Según Pisani, Giotto pintó la superficie interior de la capilla siguiendo un amplio proyecto decorativo e iconográfico pensado por el teólogo agustino, el monje Alberto de Padua. Según las fuentes utilizadas por Giotto siguiendo el consejo del monje Alberto son los Evangelios Apócrifos de Pseudo-Mateo y Nicodemo, la Leyenda áurea (Legenda aurea) de Jacopo da Varazze (Jacobo de la Vorágine) y, por unos pocos detalles iconográficos, las Meditaciones de la Vida de Jesucristo de Pseudo-Buenaventura, así como un número de textos agustinianos, como De doctrina Christiana, De libero arbitrio, De Genesi contra Manicheos, De quantitate animae, y otros textos de la tradición medieval cristiana, entre los cuales está el Fisiólogo.
La mayor parte de los estudiosos de Giotto creen que Giotto cometió una serie de errores teológicos. Por ejemplo, Giotto coloca la Esperanza después de la Caridad en la serie de las Virtudes, y no incluyó la Avaricia en la serie de los Vicios, debido a la representación habitual de Enrico Scrovegni como un usurero. Giuliano Pisani afirma que Giotto siguió un programa teológico deliberado y cuidadoso basado en Agustín de Hipona y pensado por el monje Alberto de Padua. La avaricia, lejos de estar «ausente» en el ciclo de Giotto, está representada con la Envidia, formando con ella un componente fundamental de un pecado más amplio. Por esta razón la Envidia está colocada frente a la virtud de la Caridad, para indicar que la Caridad es justo lo opuesto a la Envidia, y que para curarse uno del pecado de la Envidia, uno necesita aprender de la Caridad. La Caridad aplasta la bolsa del dinero de la Envidia bajo sus pies, mientras que en el muro opuesto llamas rojas arden bajo los pies de la Envidia.

### La representación de historias sagradas, y el mensaje de la bóveda

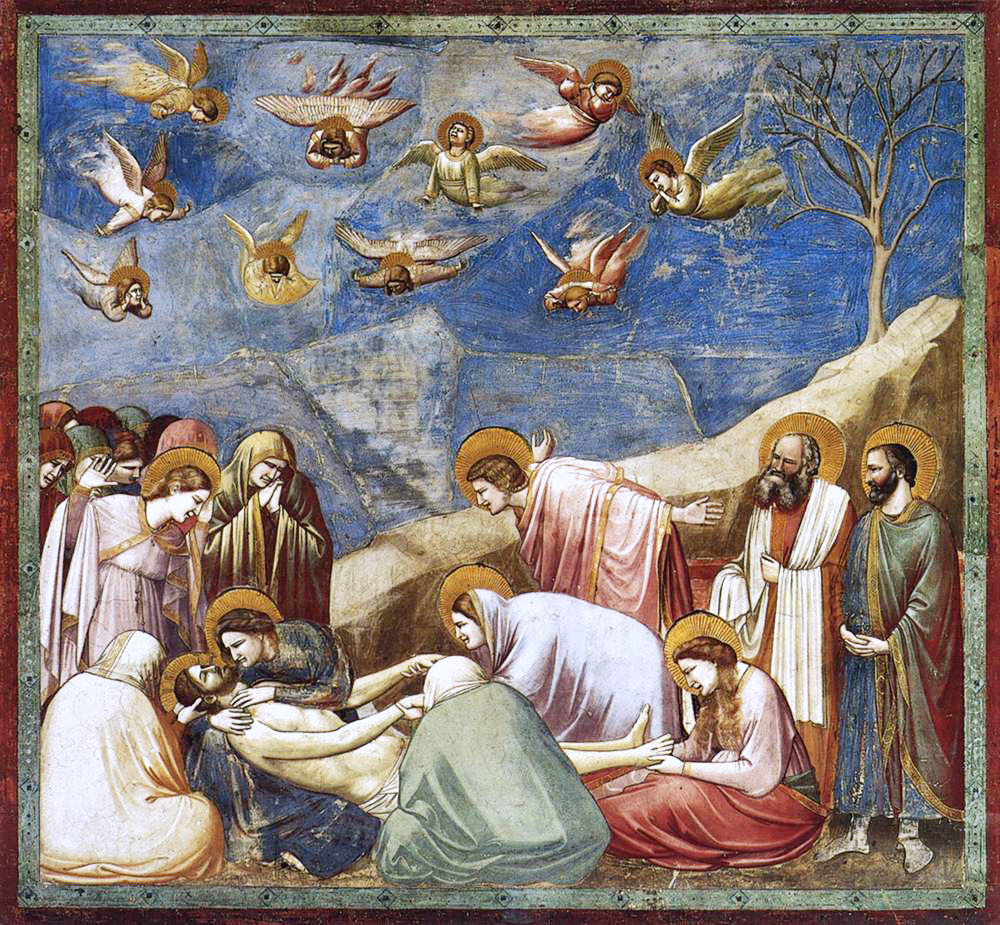
La escena del Lamento de Cristo

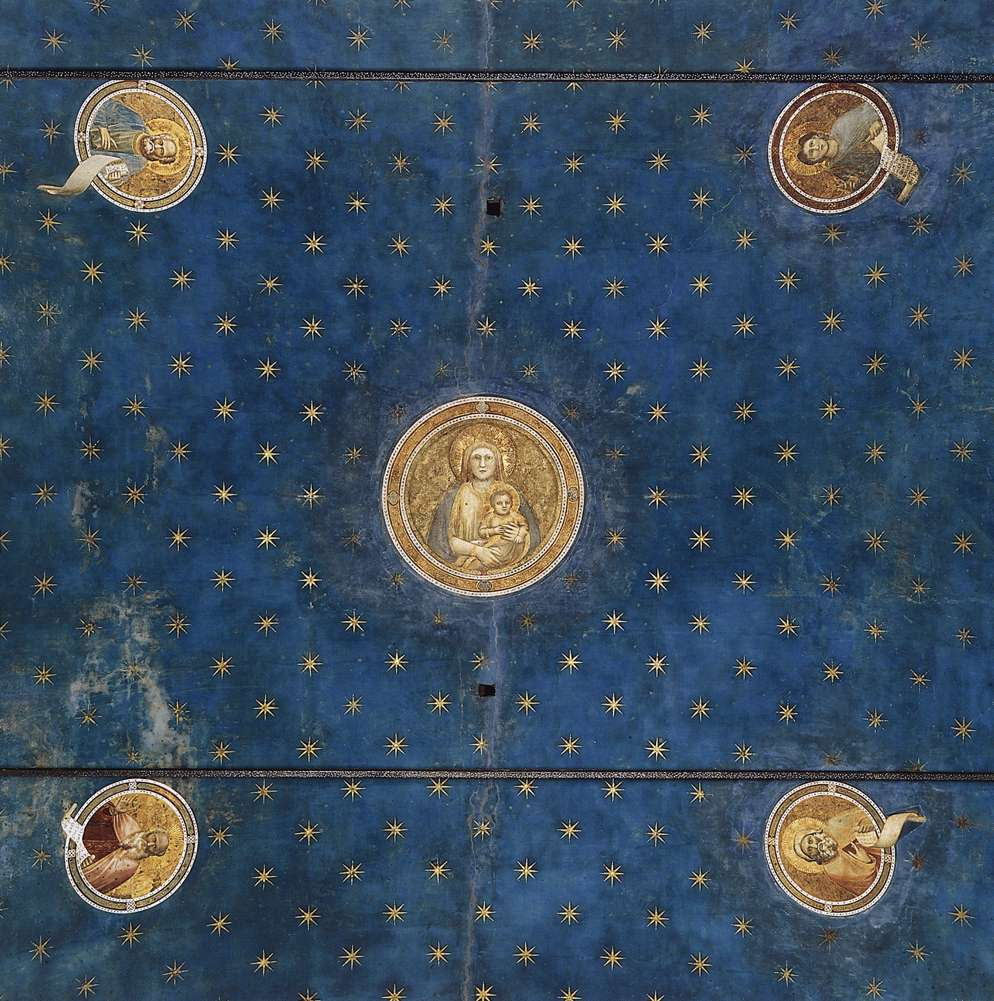
El centro de la bóveda ocupado por una Virgen con Niño como uno de los dos soles, y los profetas como planetas

Giotto pintó al fresco toda la superficie de la capilla, incluyendo las paredes y el techo. El ciclo de frescos está organizado a lo largo de cuatro hileras, cada una de las cuales contiene episodios de las historias de los diversos protagonistas de la Historia Sagrada. Cada hilera está dividida en marcos, cada uno formando una escena. La capilla tiene forma asimétrica, con seis ventanas en la pared meridional, más larga, y esta forma determina el esquema de la decoración. El primer paso sería elegir colocar dos escenas entre cada una de la ventana doble colocada en el muro meridional; y luego, la anchura y altura de las hileras se fijaba de manera que se calculaba el mismo espacio en el muro septentrional opuesto.
Los frescos están dispuestos en tres bandas horizontales superpuestas. Cada una de las bandas está compuesta por seis recuadros sucesivos, lo que hace un total de 36 cuadros. El orden narrativo es de izquierda a derecha y de arriba abajo.
Los ciclos de escenas que mostraban la Vida de Jesús y la Vida de la Virgen eran la forma más grande de arte religioso en la época, y el ciclo de Giotto es inusualmente amplio y comprensivo, mostrando la ambición del encargo. Para permitir esto, la selección y la iconografía de las escenas es ampliamente comparable a otros ciclos contemporáneos; la innovación de Giotto radica en la monumentalidad de sus formas y la claridad de sus composiciones. 
El ciclo relata la historia de salvación. Empieza desde lo alto de la luneta del arco triunfal, que es una escena poco habitual de Dios Padre instruyendo al arcángel Gabriel a que lleve a cabo la Anunciación a María. La narrativa continúa en la banda superior del muro izquierdo, con la vida de San Joaquín y Santa Ana (primera hilera desde arriba, muro meridional). Su continuación, en el muro frontero (primera hilera desde arriba, muro septentrional), es la historia de la Virgen, con episodios como La presentación de María en el Templo. 
Después de regresar al arco triunfal, le siguen las escenas de la Anunciación y la Visitación. Las historias de Cristo se colocaron en la hilera del medio de los muros sur y norte. De nuevo en la pared izquierda se relatan episodios del nacimiento e infancia de Jesús, como la huida a Egipto. El lado opuesto se inicia con la disputa con los doctores y continúa con escenas de su vida pública (bautismo en el Jordán, milagro de las bodas de Caná, resurrección de Lázaro, entrada en Jerusalén y expulsión de los mercaderes del templo). La escena de Judas recibiendo el dinero para traicionar a Jesús está en el arco triunfal. La hilera inferior de los muros sur y norte muestran la Pasión y la Resurrección; el último marco de la pared norte muestra Pentecostés. 
Las bandas inferiores de ambos muros están dedicadas a narrar la Pasión, la lamentación sobre Cristo muerto y la Resurrección de Cristo. El último de los 36 cuadros representa el milagro de Pentecostés, inicio simbólico de la acción de la Iglesia en la tierra.
La cuarta hilera empieza a nivel del suelo con los monocromos de los Vicios (muro norte) y las Virtudes (muro sur). La pared occidental (contra-fachada) presenta el Juicio Final.

### Escenas
Las escenas representadas son las siguientes:
Historias sagradas:
Arco triunfal (luneta):
- La Anunciación a María;

Hilera superior, muro sur:
- La expulsión de Joaquín
- Joaquín entre los pastores
- Un ángel acude a Ana en oración anunciándole el nacimiento de María
- Joaquín sacrifica a un cabrito al Señor
- El sueño de Joaquín
- Joaquín encuentra a Ana en la Puerta Dorada

Hilera superior, muro norte:
- Natividad de María y su baño como bebé
- Presentación de María en el Templo
- El traer de las ramas
- La oración para el florecimiento de las ramas
- Los desposorios de la Virgen
- El cortejo nupcial

Arco triunfal:
- La Anunciación
- Visitación

Hilera central, muro sur:
- La Natividad de Jesús
- La Adoración de los magos

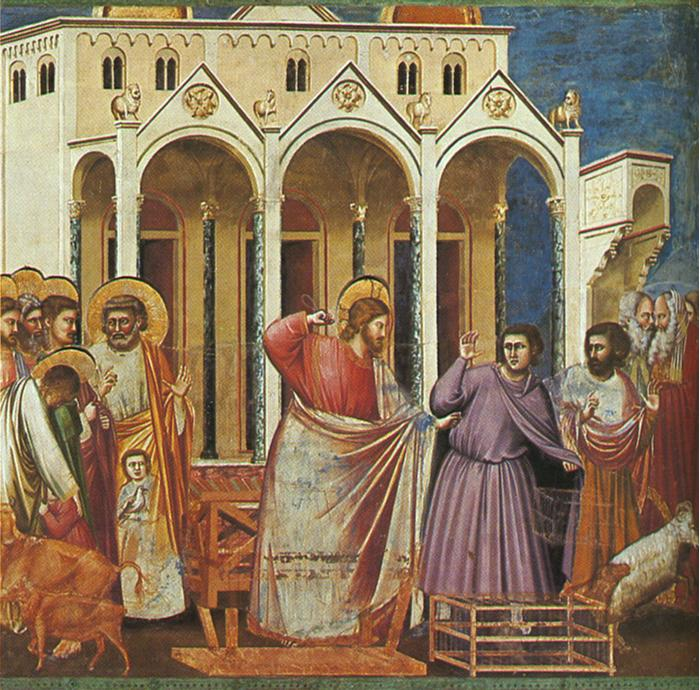
Expulsión de los mercaderes del templo

- La Presentación de Jesús en el templo
- La Huida a Egipto
- La Matanza de los Inocentes

Hilera central, muro norte:
- Jesús entre los doctores
- El bautismo de Jesús
- Las bodas de Caná
- La resurrección de Lázaro
- Cristo entra en Jerusalén
- Expulsión de los mercaderes del Templo

Arco triunfal:
- La traición de Judas

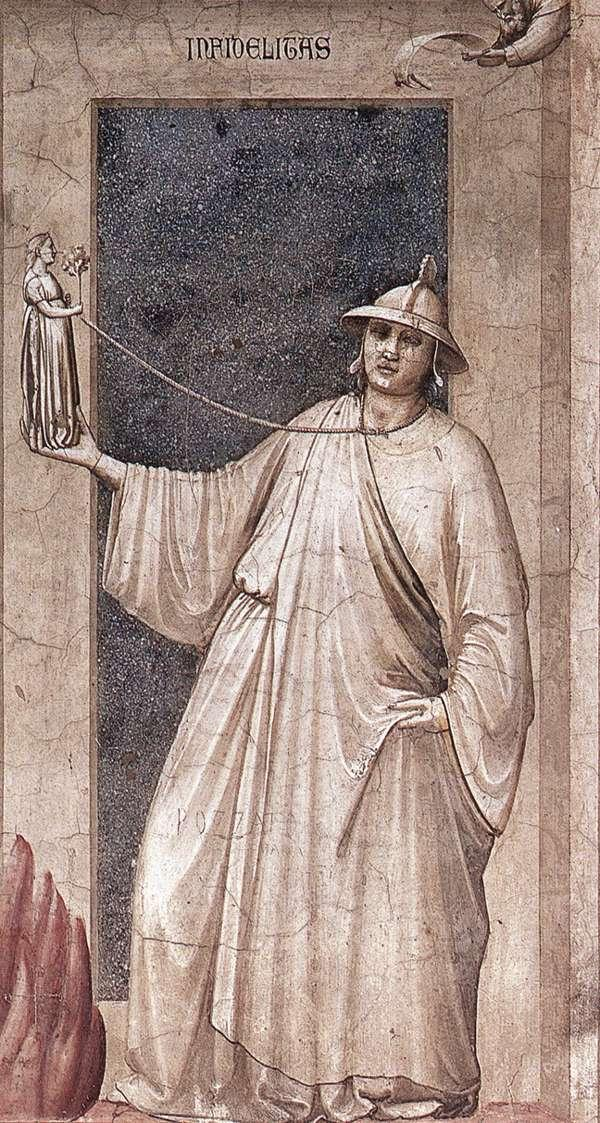
Infidelidad

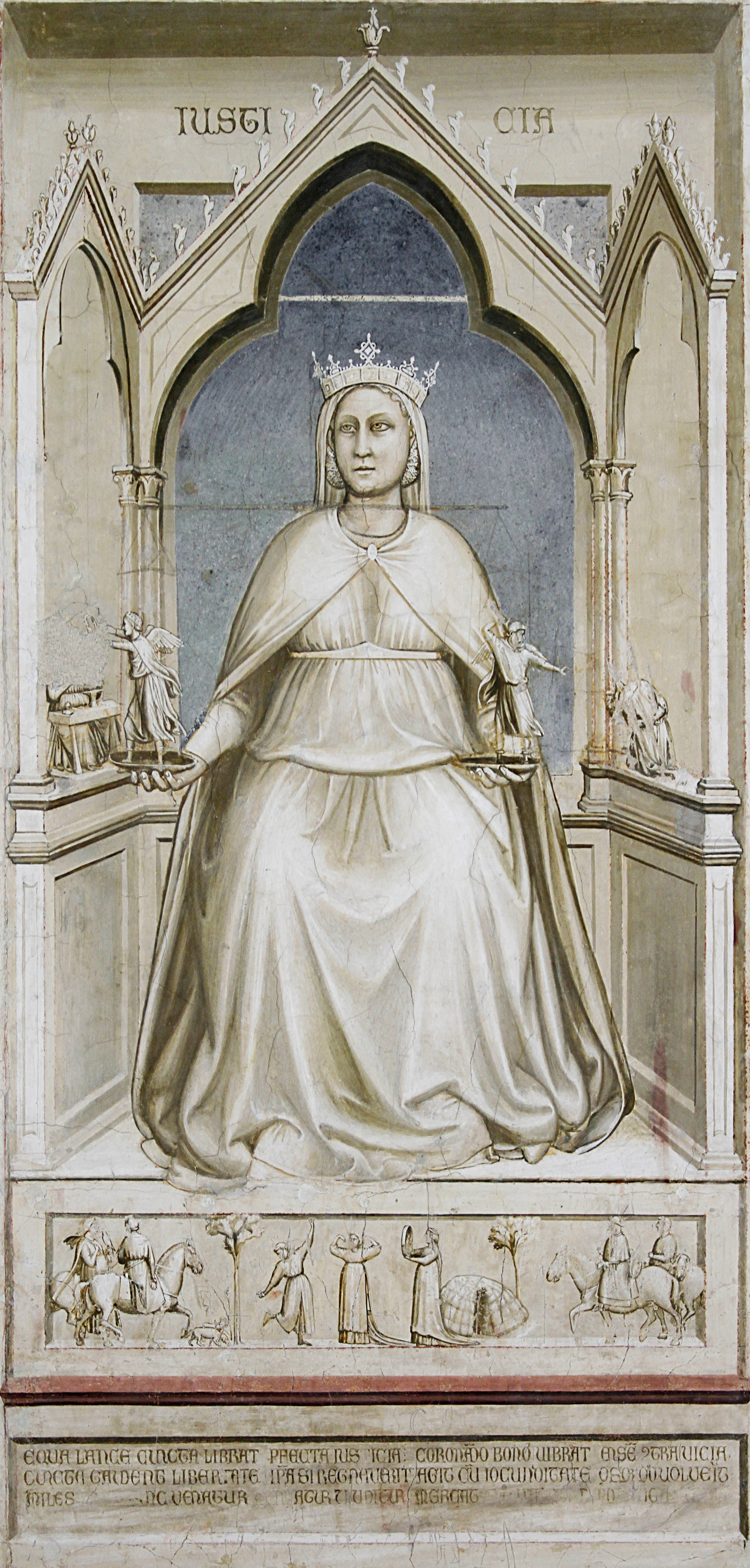
Justicia

Hilera inferior, muro sur:
- La última cena
- El lavatorio de pies
- El beso de Judas
- Jesús ante Caifás
- La flagelación de Cristo

Hilera inferior, muro norte;
- La ascensión al Calvario
- Crucifixión
- Lamentación sobre Cristo muerto
- La resurrección de Jesús — Noli me tangere
- Ascensión
- Pentecostés

Hilera inferior, muro norte: Vicios:
- Stultitia
- Inconstantia
- Ira
- Iniustitia
- Infidelitas
- Invidia
- Desperatio

Hilera inferior, muro sur: Siete virtudes:
- Prudencia
- Fortaleza
- Templanza
- Justicia
- Fe
- Caridad
- Esperanza

Contra fachada:
- El Juicio Final

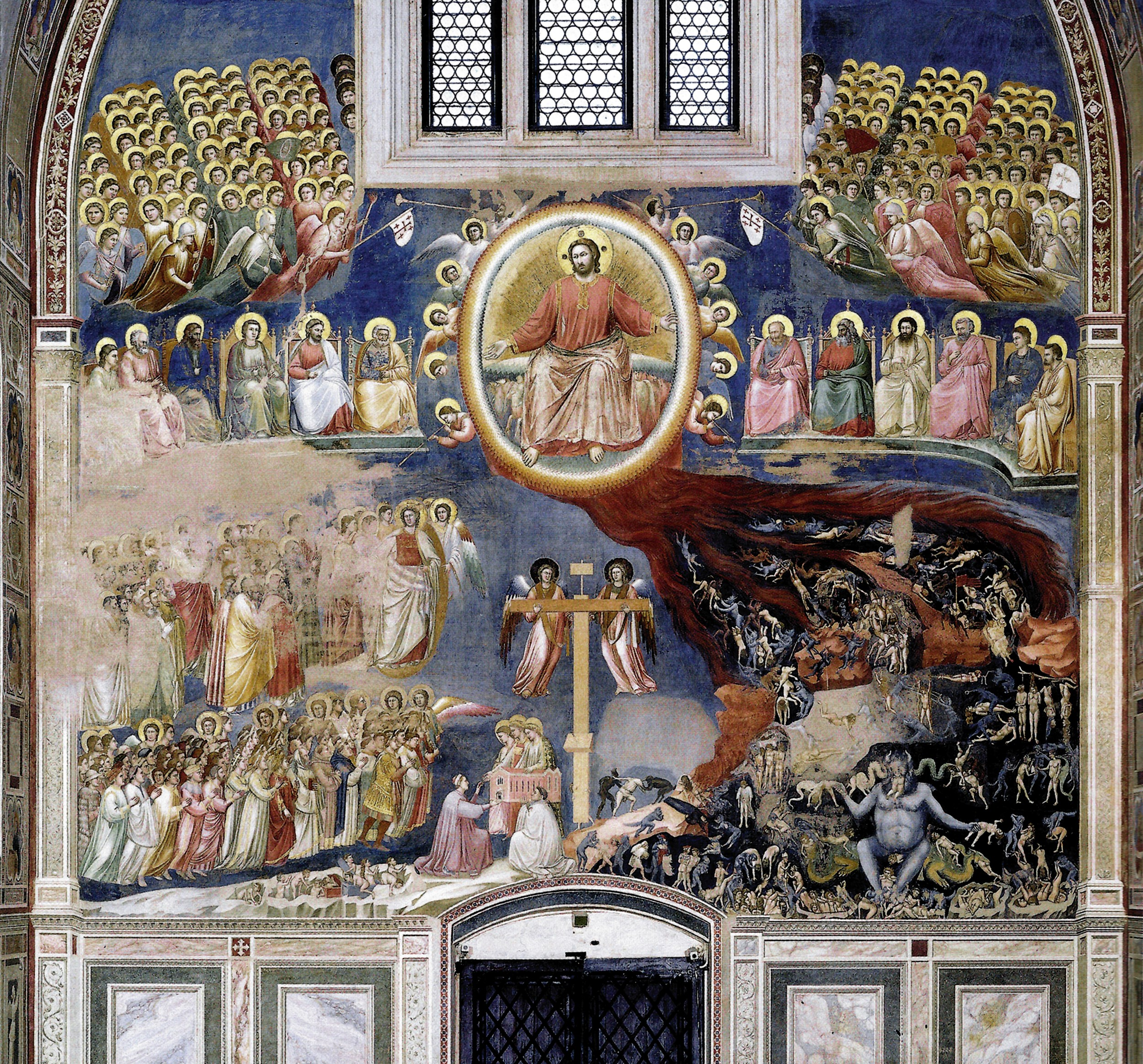
Juicio final

La bóveda presenta el octavo día, el tiempo de la eternidad, el tiempo de Dios, con ocho planetas (los tondos que encierran los siete grandes profetas del Antiguo Testamento más Juan Bautista) y dos soles (que muestran a Dios y la Virgen y el Niño), mientras que el cielo azul está tachonado de estrellas de ocho puntas (el 8, visto de costado, simboliza el infinito).

### Las personificaciones monocromas de Vicios y Virtudes
En las bandas inferiores de los muros, por debajo de las escenas de la vida de Cristo, Giotto pintó 14 alegorías de Vicios y Virtudes en grisalla. Los Vicios están en el muro izquierdo, el norte, mientras que las Virtudes se encuentran en el derecho, el meridional. Los Vicios son Stultitia, Inconstantia, Ira, Iniusticia, Infidelitas, Invidia, y Desperatio. Las virtudes están agrupadas de la siguiente manera: las cuatro virtudes cardinales: Prudentia, Iustitia, Temperantia, Fortitudo, seguidas por las tres teológicas: Fides, Karitas, Spes. 
Los Vicios se corresponden con la parte izquierda de la pintura del Juicio Final, donde se representa a los pecadores condenados al infierno, mientras que las virtudes están en relación con la parte derecha de la misma pintura, en la que aparecen los bienaventurados. El mensaje es claro: los Vicios conducen al infierno, y las Virtudes llevan a la salvación.
Cada virtud y vicio está encastrado dentro de un marco de mármol, como un espejo. El nombre del vicio o de la virtud está escrito en latín en lo alto de cada figura, indicando que estas figuras representan, específicamente, el séptimo día (el tiempo entre el nacimiento de Jesús y el Juicio final).
Según la controvertida teoría de Giuliano Pisani, los Vicios y las Virtudes se leen empezando desde el lado del altar, yendo hacia la contra-fachada (Juicio Final), y la secuencia no es «Los vicios primero, luego las virtudes» como siempre se creyó. Más bien procede desde el Vicio 1 (Stultitia) (pared norte, lado derecho) a la Virtud 1 (Prudencia) (muro sur, lado izquierdo), a Vicio 2 (Inconstantia) (muro norte) a Virtud 2 (Fortitudo) (muro sur), y así. Los vicios y las virtudes simbolizan el progreso de la humanidad hacia la gloria (felicidad celestial). Con la ayuda de las virtudes, la humanidad puede superar los obstáculos (vicios). Este es el itinerario teológico-filosófico diseñado por el teólogo de Giotto, un culto teólogo quien tomó inspiración de San Agustín. La sección vicio-virtud de la Capilla de la Arena ilustra el mensaje teológico-filosófico que subyace el conjunto del proyecto y es clave para clarificar varios puntos anteriormente considerados oscuros o el resultado del conocimiento teológico de Giotto, solo aproximado. Por ejemplo, en la Capilla de la Arena los vicios no son los tradicionales pecados capitales o pecados mortales (Orgullo, envidia, ira, pereza, avaricia, gula y lujuria), lo mismo que las virtudes «correspondientes» no reflejan el orden tradicional, formado por cuatro «virtudes cardinales» (Prudencia, Justicia, Fortaleza y Templanza) y tres «virtudes teologales» (Fe, Esperanza y Caridad)). 
Se presenta un camino terapéutico de dos sentidos lleva a la salvación. El primero, compuesto por cuatro virtudes, lleva a una cura a través de la fuerza de oposición que dan las virtudes cardinales. El punto de llegada en esta primera parte del itinerario es Justicia, Iusticia, que hace posible la paz y por lo tanto asegura el Paraíso en la tierra y la felicidad terrenal. El primer vicio en la primera sección es la Stultitia, esto es, la incapacidad de distinguir entre el bien y el mal. Su cura (muro opuesto) es Prudencia, la prudencia, que en términos teológicos y clásicos no es «precaución» sino «inteligencia moral» o la capacidad para distinguir entre el bien y el mal. Quien mira está en la esfera del Conocimiento. Lo siguiente que viene es la pareja Inconstantia, Inconstancia, (muro norte) y Fortitudo, Fortaleza, (muro sur). La fortaleza (la fuerza moral y mental) triunfa sobre las oscilaciones lascivas de la inconstancia a través de la fuerza de voluntad. «Inconstancia» significa literalmente «la falta de un asiento estable»; esto es una mezcla de aturdimiento, volubilidad, e inconsistencia. La «inconstancia» está retratada como una mujer joven haciendo rodar una bola, preparada para caer, sobre un suelo de mármol abigarrado significando la falta de «unidad» («constancia») que caracteriza una mente inconstante. Aquí es la esfera de la Voluntad. La Ira, el tercer vicio, es «templado» por la Temperantia, Templanza. Según Agustín de Hipona, Temperantia es el equilibrio interior que asegura el dominio estable de la voluntad sobre los instintos y mantiene los deseos humanos dentro de los límites de la honestidad. Es la terapia necesaria para prevalecer sobre las pasiones, que están simbolizadas por la Ira, porque la Ira es la más peligrosas de todas las pasiones: es repentina y destructiva, incluso contra las personas a las que uno ama, y es por lo tanto la pasión que los seres humanos primero necesitan aprender a controlar. Esta noción es una doctrina de la Antigua Grecia y (en su impacto) la filosofía romana, que san Agustín hizo propia y que el teólogo de Giotto le transmitió, fusionando juntos una serie de escritos de san Agustín.[cita requerida]
Prudencia, Fortaleza y Templanza pertenecen a la esfera ética de cada individuo de acción y tienen como su pretensión la cura de cada «yo» individual. La virtud ética asume la forma en aplicación práctica, a través de la acción y el comportamiento que se refiere tanto a la esfera personal como la social y afectan a las relaciones humanas. Las nociones de Justicia e Injusticia, la «pareja» central en la Capilla de la Arena de Giotto, emanan de esta noción. La perfecta centralidad de la Justicia está enfatizada visualmente por un «troquel» arquitectónico, un pequeño cubo que corre por encima de cada una de las diversas personificaciones en una manera ligeramente inclinada, apuntando bien hacia el ábside o la contra-fachada, en todos los lugares excepto sobre la cabeza de la Justicia (muro sur) y la Injusticia (muro norte), donde el pequeño cubo cae en una línea perpendicular, marcando al mismo tiempo la exacta mitad física de la capilla así como la función curativa de la Justicia desde un punto de vista filosófico-teológico, sin olvidar que la Justicia es lo que cura el alma de los enfermantes efectos de la Injusticia (al otro lado de la capilla).
Aquellos que han progresado con éxito en su camino terapéutico han logrado la Justicia. Aquellos que no lo han hecho, alcanzan la Injusticia. Aquellos que han logrado la Justicia han practicado una terapia para el alma que puede ser definida como «humana» y que los llevó a la felicidad terrenal. Usaron como terapia la medicina animi, la «medicina del alma» proporcionada por las virtudes cardinales (en la secuencia Prudencia-Fortaleza-Templanza-Justicia), específicamente las virtudes intelectuales y morales con cuya «medicina» los seres humanos pueden curarse, y son capaces de prevalecer, los vicios opuestos.[cita requerida]
Lo siguiente que viene son las virtudes teológicas. Para ser capaz de aspirar al Paraíso celestial uno necesita la enseñanza divina, la revelación de la verdad, con lo que uno supera y trasciende la razón humana, y para practicar las virtudes teológicas. La «terapia divina» empieza con el rechazo a las creencias falsas (Infidelitas) a través de la Fe en Dios (Fides). Solo con la «medicina» de la Caridad (Karitas) puede el hombre superar el Egoísmo y la Envidia (Invidia), que lo lleva a mirar con ojos malevolentes (en latín in-vidēre) a su vecino, quien también ha sido creado por Dios a Su imagen y semejanza. Finalmente, con la ayuda (la medicina), Esperanza (Spes) puede contrastarse con la Falta de Esperanza, o la Desesperación (Desperatio). La esperanza es una actitud consistente en esperar activamente para las futuras bendiciones de Dios que descienden de la confianza en Dios y en Su palabra y también está formado por amor, a través del amor de Dios, de la totalidad de la Humanidad.[cita requerida]
Las fuentes de este extraordinario programa fueron identificados por Pisani en una serie de pasajes de las obras agustinianas. Cada cosa se corresponde perfectamente con otra. Es el tema de la «terapia de opuestos», el orden secuencial de las virtudes teológicas y cardinales, y la centralidad de la Justicia.[cita requerida]

## Imágenes
| Imagen | Nombre                                             | Tamaño (cm) | Imagen | Nombre                                    | Tamaño (cm) |
| ------ | -------------------------------------------------- | ----------- | ------ | ----------------------------------------- | ----------- |
|        | La expulsión de Joaquín                            | 200x185     |        | El nacimiento de la Virgen                | 200x185     |
|        | Joaquín entre los pastores                         | 200x185     |        | Presentación de la Virgen en el Templo    | 200x185     |
|        | La anunciación a santa Ana                         | 200x185     |        | Llevanza de los ramos al templo           | 200x185     |
|        | Ofrenda sacrificial de Joaquín                     | 200x185     |        | La oración de los pretendientes           | 200x185     |
|        | El sueño de Joaquín                                | 200x185     |        | Los desposorios de la Virgen              | 200x185     |
|        | Joaquín y Ana se encuentran ante la Puerta Dorada  | 200x185     |        | La procesión de bodas                     | 200x185     |
|        | La anunciación – El ángel Gabriel enviado por Dios | 150x195     |        | Anunciación – La Virgen recibe el mensaje | 150x195     |

### La vida de Cristo
| Imagen | Nombre                                    | Tamaño (cm) | Imagen | Nombre                                  | Tamaño (cm) |
| ------ | ----------------------------------------- | ----------- | ------ | --------------------------------------- | ----------- |
|        | Visitación                                | 150x140     |        | La traición de Judas                    | 150x140     |
|        | Natividad – El nacimiento de Jesús        | 200x185     |        | La Última Cena                          | 200x185     |
|        | Adoración de los Reyes Magos              | 200x185     |        | El lavatorio de pies                    | 200x185     |
|        | Presentación de Jesús en el templo        | 200x185     |        | El arresto de Cristo (El beso de Judas) | 200x185     |
|        | Huida a Egipto                            | 200x185     |        | Jesús ante Caifás                       | 200x185     |
|        | La matanza de los inocentes               | 200x185     |        | El escarnio de Cristo                   | 200x185     |
|        | Jesús entre los doctores                  | 200x185     |        | El camino del Calvario                  | 200x185     |
|        | Bautismo de Jesús                         | 200x185     |        | Crucifixión                             | 200x185     |
|        | Las bodas de Caná                         | 200x185     |        | Lamentación sobre Cristo muerto         | 200x185     |
|        | La resurrección de Lázaro                 | 200x185     |        | Resurrección (Noli me tangere)          | 200x185     |
|        | Entrada en Jerusalén                      | 200x185     |        | Ascensión                               | 200x185     |
|        | La expulsión de los mercaderes del templo | 200x185     |        | Pentecostés                             | 200x185     |
|        | Coretto                                   | 150x140     |        | Coretto                                 | 150x140     |

### Vicios y Virtudes
| Imagen | Nombre    | Tamaño (cm) | Imagen | Nombre        | Tamaño (cm) |
| ------ | --------- | ----------- | ------ | ------------- | ----------- |
|        | Prudencia | 120x60      |        | Locura        | 120x55      |
|        | Fortaleza | 120x55      |        | Inconstancia  | 120x55      |
|        | Templanza | 120x55      |        | Ira           | 120x55      |
|        | Justicia  | 120x60      |        | Injusticia    | 120x60      |
|        | Fe        | 120x55      |        | Infidelidad   | 120x55      |
|        | Caridad   | 120x55      |        | Envidia       | 120x55      |
|        | Esperanza | 120x60      |        | Desesperación | 120x60      |

### Otros
| Imagen | Nombre                 | Tamaño (cm) |
| ------ | ---------------------- | ----------- |
|        | Vault                  |             |
|        | La Anunciación a María | 230x690     |
|        | Juicio final           | 1000x840    |
|        | Circuncisión           | 200x40      |
|        | Crucifijo              | 223x164     |